# Лехтеря, Йори
Йо́ри Йо́натан Ле́хтеря (фин. Jori Jonatan Lehterä; род. 23 декабря 1987, Хельсинки) — финский хоккеист, центральный нападающий клуба ХИФК. Призёр Олимпийских игр 2014 года и чемпионата мира 2014 года в составе сборной Финляндии.

## Клубная карьера
Йори Лехтеря начал заниматься хоккеем в своём родном городе Хельсинки, в местной детской хоккейной школе клуба «Йокерит». В основу этой команды Лехтеря пробился в сезоне 2006/07. В своём дебютном сезоне на высшем уровне чемпионата Финляндии Лехтеря провёл на площадке 28 матчей и набрал 12 (6+6) очков. Однако уже в следующем сезоне перспективного игрока переманил клуб «Таппара», также выступающий в высшей лиге Финляндии, где Йори провёл три сезона своей профессиональной карьеры. В 2008 году Лехтеря был задрафтован в 3 раунде под общим 65-м номером клубом НХЛ «Сент-Луис Блюз», за который, тем не менее, он так и не сыграл. Попытка пробиться в основу североамериканской команды пришлась на конец сезона 2008/09. В общей сложности, Лехтеря провёл в составе фарм-клуба «блюзменов» 14 матчей и набрал 3 (1+2) очка.
Сезон 2009/10 стал самым успешным для форварда за всё время выступлений в Финляндии. Лехтеря набрал 69 очков в регулярном чемпионате, забросив 19 шайб и отдав 50 результативных передач. После завершения чемпионата Йори завоевал два индивидуальных трофея: Лассе Оксанен Трофи — приз, присуждаемый самому ценному игроку регулярного чемпионата Финляндии по результатам голосования журналистов, и Вели-Пекка Кетола Трофи, вручаемый лучшему бомбардиру сезона. По окончании сезона на нападающего обратило внимание руководство ярославского «Локомотива». 31 мая 2010 года стало известно о том, что Йори Лехтеря подписал двухлетний контракт с ярославским клубом.
Решение покинуть «Локомотив» по окончании сезона 2010/11, даже несмотря на то, что у форварда остался ещё год действующего контракта, стало судьбоносным — Йори удалось избежать авиакатастрофы 7 сентября 2011 года, в которой погибли игроки, тренеры и персонал «железнодорожников».
11 мая 2011 года в СМИ прошла информация о том, что в услугах нападающего заинтересована новосибирская «Сибирь». Спустя неделю эта информация официально подтвердилась руководством клуба, после чего с Лехтеря был подписан контракт. Дебют в новосибирской команде у форварда омрачился многочисленными травмами, из-за которых Йори смог принять участие лишь в 25-и играх регулярного чемпионата КХЛ сезона 2011/12. Летом 2012 года контракт нападающего с «Сибирью» был продлён. 17 сентября в гостевом матче с московским «Спартаком» Лехтеря оформил, так называемый, хет-трик Горди Хоу — для этого необходимо в одной игре отметиться голом, результативной передачей и дракой. 21 декабря, по итогам голосования журналистов, Йори Лехтеря попал в состав на Матч звёзд КХЛ 2013.
По окончании сезона 2013/14 генеральный менеджер «Сибири» Кирилл Фастовский в одном из интервью заявил о том, что Лехтеря ведёт переговоры о заключении контракта с командой НХЛ «Сент-Луис Блюз» и контракт между «Сибирью» и игроком расторгнут.
По возвращении из НХЛ Йори Лехтеря подписал контракт с клубом СКА из Санкт-Петербурга. В сезоне 2019/20 он провёл на площадке 51 игру и набрал 30 очков при показателе полезности +4. В матчах плей-офф финский нападающий по площадке не появлялся.
12 мая 2020 года перешёл в московский «Спартак», контракт подписан до 30 апреля 2021 года. В сезоне 2020/21 провёл в общей сложности 45 матчей и набрал 46 (9+37) очков и стал лучшим бомбардиром «Спартака», набирая в среднем 1.02 очка за игру и по этому показателю продемонстрировал свой лучший результат за время выступления в КХЛ. 16 июня 2021 года продлил контракт с клубом ещё на один сезон. 14 июня 2022 года покинул клуб по истечении срока контракта. За два сезона в составе «Спартака» провёл 95 игр, набрав 87 (20+67) очков.
16 июня 2022 года подписал контракт на один сезон с финским клубом «Таппара», за который выступал с 2007 по 2009 год. За один сезон в «Таппаре» провёл 71 игру, и набрал 74 (16+58) очка.
В июне 2023 года Лехтеря подписал двухлетний контракт с ХИФК из Хельсинки. В феврале 2024 года он стал капитаном команды после травмы Илари Меларта

## Карьера в сборной
В 2007 году Йори Лехтеря был приглашён в молодёжную сборную Финляндии, но принять участие в молодёжном чемпионате мира ему не удалось из-за травмы плеча. В составе главной сборной форвард принял участие в чемпионате мира 2010 в Германии. Неоднократно был участником хоккейных евротуров.
В 2014 году попал в состав сборной Финляндии на Олимпийские игры в Сочи, где стал бронзовым призёром.
В 2014 году на чемпионате мира в Минске в составе сборной Финляндии стал серебряным призёром, сделав в финале две результативные передачи, и набрал 12 очков (3+9).
31 декабря 2018 года, в уездном суде Пирканмаа, прошло судебное разбирательство в ходе которого хоккеисту было предъявлено обвинение в совершении наркопреступления, связанного с крупномасштабной торговлей наркотиками в регионе Тампере.

## Достижения
- Чемпион Финляндии в составе «Таппары» (2022/23).
- Победитель Хоккейной Лиги чемпионов в составе «Таппары» (2022/23).
- Серебряный призёр чемпионата Финляндии: 2007
- Бронзовый призёр чемпионата Финляндии: 2008
- Бронзовый призёр чемпионата КХЛ: 2011
- Бронзовый призёр юношеского чемпионата Финляндии: 2004, 2005
- Обладатель Лассе Оксанен Трофи: 2010
- Обладатель Вели-Пекка Кетола Трофи: 2010
- Бронзовый призёр Олимпийских игр: 2014
- Серебряный призёр чемпионата мира: 2014

## Статистика
| Легенда | Легенда                    | Легенда | Легенда                   | Легенда | Легенда    |
| ------- | -------------------------- | ------- | ------------------------- | ------- | ---------- |
| И       | Количество проведённых игр | Штр     | Штрафное время            | +/−     | Плюс-минус |
| Г       | Голы                       | П       | Голевые передачи          | О       | Очки       |
| -       | Статистика неизвестна      | —       | Статистика не учитывалась |         |            |